# 323 км (зупинний пункт)
323 км — колишня пасажирська залізнична платформа Запорізької дирекції Придніпровської залізниці на неелектрифікованій лінії Пологи — Комиш-Зоря між зупинними пунктами Платформа 319 км та Червоний Схід. Розташовувалася за переїздом на автошляху національного значення Н08 між селищем Більмак та селом Гусарка Пологівського району Запорізької області.
Пасажирське сполучення на зупинному пункті 323 км не здійснюється.